# Masicera palpalis
Masicera palpalis är en tvåvingeart som beskrevs av Jean Pierre Omer Anne Édouard Perris 1852. Masicera palpalis ingår i släktet Masicera och familjen parasitflugor.
Artens utbredningsområde är Frankrike. Inga underarter finns listade i Catalogue of Life.